# Steinar Nilsen
Pour les articles homonymes, voir Nilsen.
Steinar Nilsen, né le 1er mai 1972 à Tromsø (Norvège), est un footballeur international norvégien, qui évoluait au poste d'défenseur. Il est entraîneur depuis 2005
Nilsen n'a marqué aucun but lors de ses deux sélections avec l'équipe de Norvège entre 1997 et 1998.

## Palmarès

### En équipe nationale
- 2 sélections et 0 but avec l'équipe de Norvège entre 1997 et 1998.

### Avec Tromsø IL
- Vainqueur de la Coupe de Norvège de football en 1996.
- Vice-Champion du Championnat de Norvège de football en 1992.